# آنگ مو کیو
آنگ مو کیو (به انگلیسی: Ang Mo Kio) یک ناحیهٔ شهری در کشور سنگاپور است که در سرشماری سال ۲۰۱۰ میلادی، ۱۷۹٬۲۹۷ نفر جمعیت داشته‌است.

## منابع

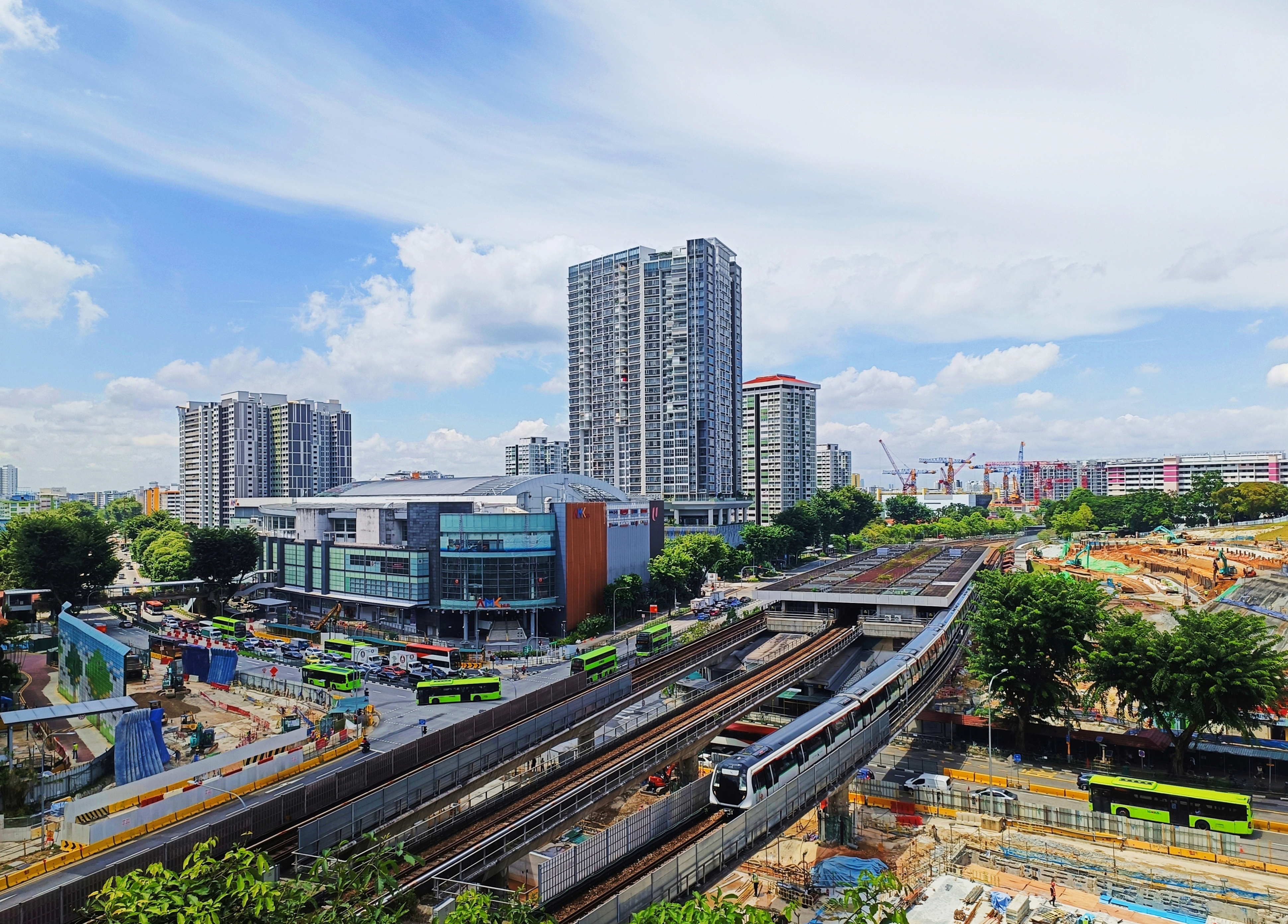
آنگ مو کیو